# Белий Грич
Белий Грич (словен. Beli Grič) — поселення в общині Мокроног-Требелно, регіон Південно-Східна Словенія, Словенія.